# Сухая Мечётка (палеолитическое поселение)
Сухая Мечётка (ранее также Сталинградская и Волгоградская) — стоянка древнего человека мирового значения на правом берегу балки Сухая Мечётка на северной окраине Волгограда. Датируется средним палеолитом (мустьерский период, 130—100 тысяч лет назад, оспаривается). Первая исследованная в Восточной Европе неандертальская среднепалеолитическая стоянка без больших нарушений с наличием многочисленных деталей жизни древнего человека. Является восточной границей микокской индустрии. Является опорным памятником среднего палеолита.

## Открытие и исследование
Археологический памятник Сухая Мечётка открыта геологом А. И. Коптевым в 1951 году. После войны масштабные археологические работы были редкостью, и открытие поселения произошло случайно при геологических изысканиях в районе берега балки во время строительства Волжской ГЭС. На краю балки сперва было обнаружено каменное орудие, а затем и культурный слой с ещё двумя орудиями, отщепами, осколками кремня, и обломками костей.
Находки передали археологу С. Н. Замятнину, который вместе с А. А. Формозовым обследовал месторасположение памятника в том же году и изучил его в 1952 и 1954 годах. При раскопках широко использовалась техника Сталинградстроя со стройки Волжской ГЭС. Было вскрыто 650 м² памятника по обеим сторонам оврага на правом обрыве балки. Быстрое, организованное уже в апреле 1952 года, исследование было связано с возможностью уничтожения памятника из-за строящейся ГЭС и началом работ по возведению моста в непосредственной близости от стоянки. Результаты работы были опубликованы только в 1961 году после смерти С. Н. Замятнина. 
Перечисленные выше условия вместе с обильными и выразительными коллекционными сборами делают Сталинградскую мустьерскую стоянку одним из основных опорных памятников в изучении первобытного прошлого нашей страны... Сталинградская палеолитическая стоянка является историческим памятником выдающегося научного значения. Это древнейшее на восточно-европейской равнине поселение первобытного человека, относящееся к среднечетвертичному времени, залегающее в непотревоженном состоянии.доктор наук Замятнин С. Н.
Повторно памятник исследован в 1969 и 1979 годах Н. Д. Прасловым и Л. В. Кузнецовой. Изучены 6 разрезов вокруг раскопов 1952 и 1954 годов. Эта работа была опубликована только в 2020 году после смерти одного из авторов.
В 1989 году на памятнике были отобраны образцы для датирования почвы.
Работы возобновились в 2014—2018 годах в рамках Нижневолжской экспедиции Института истории материальной культуры РАН. Был смоделирован участок балки, на котором расположен памятник. Заложен разрез с 5 ярусами, определены граница участка, и нанесены на карту ранние раскопки. Целью работ было более точное установление возраста памятника. Работы продолжились в 2022—2023 годах.

## Описание памятника

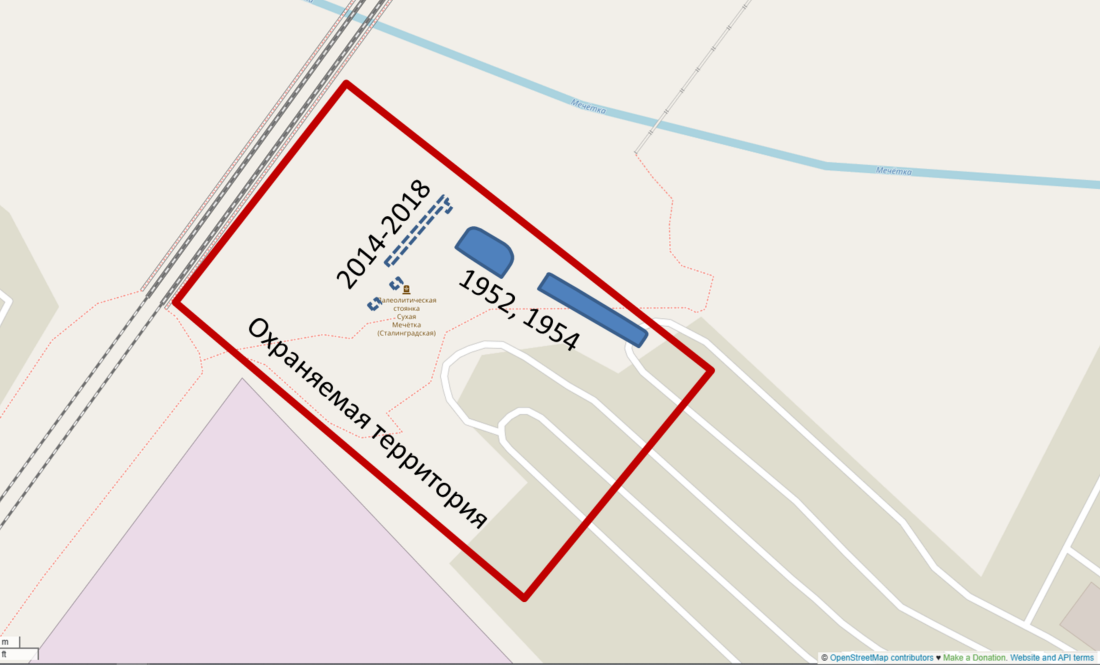
Схема границ ОКН с раскопками 1950х и 2010х годов

Сухая Мечётка является уникальным памятником из-за большой площади в 1000—1200 м² (100 м² разрушены оврагом), сравнительно большого непереотложенного (то есть непотревоженного) культурного слоя в 40 см и восточного расположения этого микокского поселения при остальных находках этой культуры значительно западнее. У стоянки наблюдается сходство с более старым памятником Челюскинец II Волгоградской области по месту расположения, сырью, технике расщепления камня, типологию орудий.
Исследовано 650 м² из предполагаемой площади поселения. Культурный слой накрыт слоем морских отложений трансгрессии Каспия возрастом около 50 тысяч лет (до 5 метров) и континентальных отложений (до 15 метров). Культурный слой как бы врезается в стенку балки. Стоянку балки в районе стоянки прорезает небольшой овражек, в настоящее время частично засыпанный.
На территории стоянки обнаружены пять крупных и несколько мелких зольных пятен, следы кострищ. К ним тяготеют скопления костей животных и отходов производства каменных орудий. Это позволяет предполагать у очагов наличие жилищ, вероятнее всего в виде конических шалашей (типа чумов). Большое количество найденных отщепов говорит о производстве на месте кремниевых орудий. Именно наличие выходов кремня и кварцита в районе балки объясняет местоположение поселения.

## Находки
На поселение собрано более 8 тысяч каменных изделий. Среди них — 365 каменных орудий из цветного кремня (преимущественно), кварцита, песчаника. Это — рубила, ножевидные пластинки, остроконечники, скребла. Есть свидетельства того что кости убитых животных использовались для каких-то работ.
Найденные изделия демонстрируют наличие на стоянке полного процесса каменной индустрии (сыре, инструменты, заготовки, отходы, орудия, следы правок). Заметно использование всех доступных для обработки пород и глубина переработки пород, что говорит о дефиците сырья.
Исследователями были собраны кости животных того периода. Основной пищей по-видимому являлся ископаемый зубр, за ним следовали сайга, мамонт и лошадь. Также были найдены единичные кости благородного оленя и волка.

## Климат и природа
Ископаемые растительные осадки (пыльца), полученные из вышележащих почв после завершения раскопок, предварительно указали на холодный климат периода поселения и степную растительность. Более аккуратные пробы пыльцы в почве, взятые из разреза культурного слоя, указали на доминирование сосны обыкновенной и наличие ели, березы, и ольхи. Присутствуют вяз и липа, а в низах почвы культурного слоя зафиксирован граб. Среди травянистых доминирует полынь, а затем господство переходит к разнотравью и злакам. Встречаются верескоцветные и чистоус — растения, требующие влажных условий.
Накопление отложений на стоянке шло на фоне лесистости территории в условиях похолодания климата и усиления его влажности. Вверх по разрезу картина меняется в сторону уменьшения лесистости и влажности с сохранением похолодания климата. Такая динамика позволяет предположить что культурный слой стоянки относится к завершающей стадии микулинского межледниковья около 75 тыс. лет назад. Другие исследования сравненивают разрезы стоянки с лессово-почвенными разрезами Нижнего Поволжья и определяют возраст культурного горизонта в 97–110 тысяч лет назад.

## Охранная зона

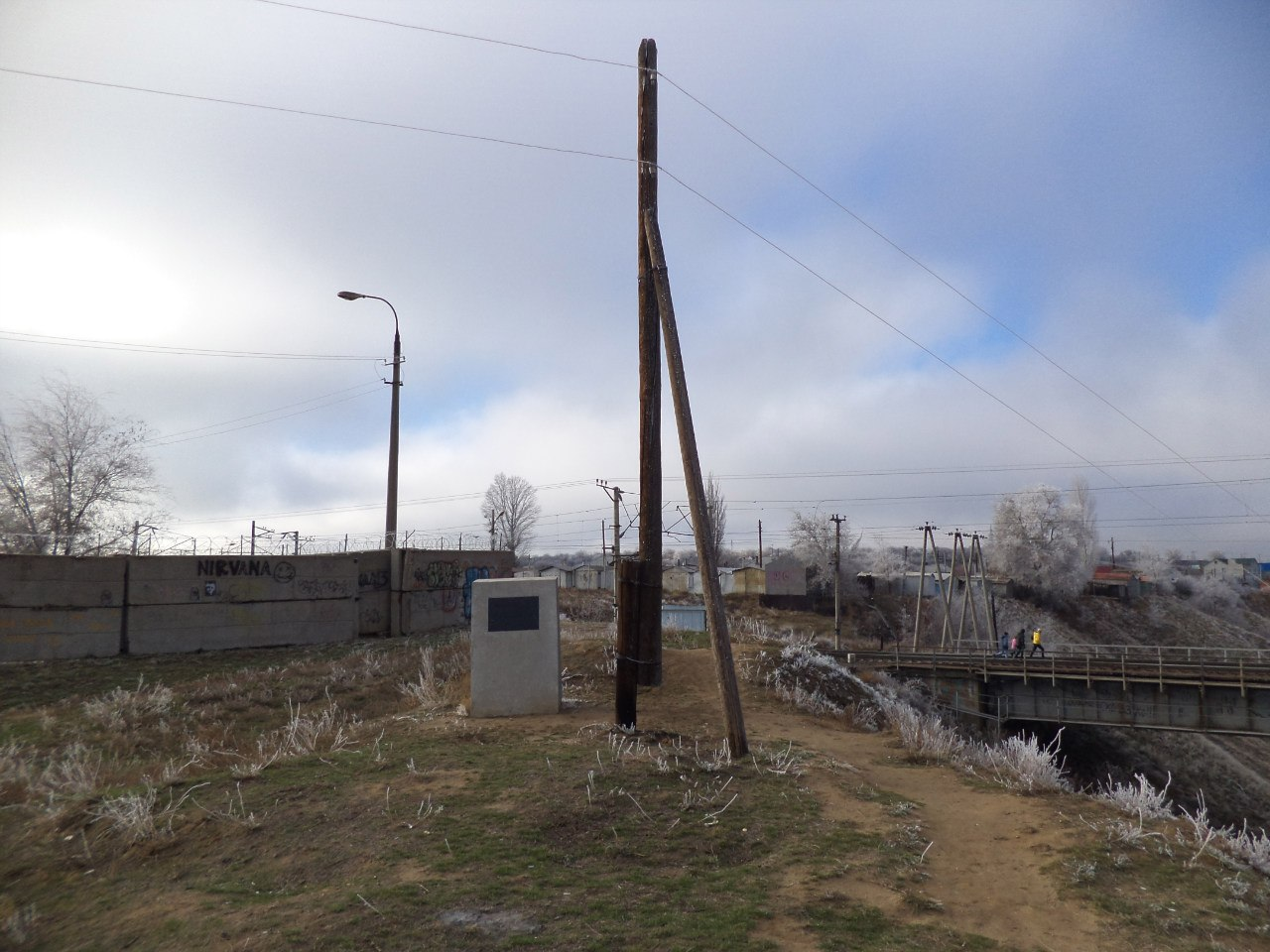
Охранный монумент на территории стоянки

Постановлением Совета Министров РСФСР от 04.12.1974 г. № 624 стоянка была взята под государственную охрану. Со времени первых раскопок в 1952 и 1954 годах и вплоть до 1969 года дополнительных работ на стоянке не проводилось. Несмотря на охранную зону, уровень земли на краю памятника был поднят при строительстве близлежащего автотранспортного предприятия и овраг, разделявший стоянку на две части, был засыпан. В 1980х годах одна сторона памятника была полностью застроена гаражами. Построенные гаражи возможно разрушили часть стоянки и сделали проблематичным исследование восточной её половины.

## Значение памятника
Стоянка Сухая Мечётка находится на самом востоке распространения восточного микока, причем распространение этой культуры в целом на Русской равнине весьма ограничено. Далее, на восток от Сухой Мечетки, следующие сходные с микоком памятники обнаружены только на Алтае.
С экспонатов Сухой Мечетки началось формирование коллекции эпохи палеолита Волгоградского областного краеведческого музея. Благодаря этой стоянке, музей в настоящее время обладает самой большой коллекцией каменных орудий труда мустьерской эпохи в Восточной Европе. Более 8 000 единиц хранения со стоянки Сухая Мечетка в Музее антропологии и этнографии Российской академии наук представляют собой одну из самых больших коллекций микокской индустрии.
По результатам раскопок, один из видов обработанных орудий труда, найденных в период первых раскопок, получил название «нож волгоградского типа» — двусторонний нож c прямым рабочим краем и выпуклым обушком.

Внешний вид раскопок и находки
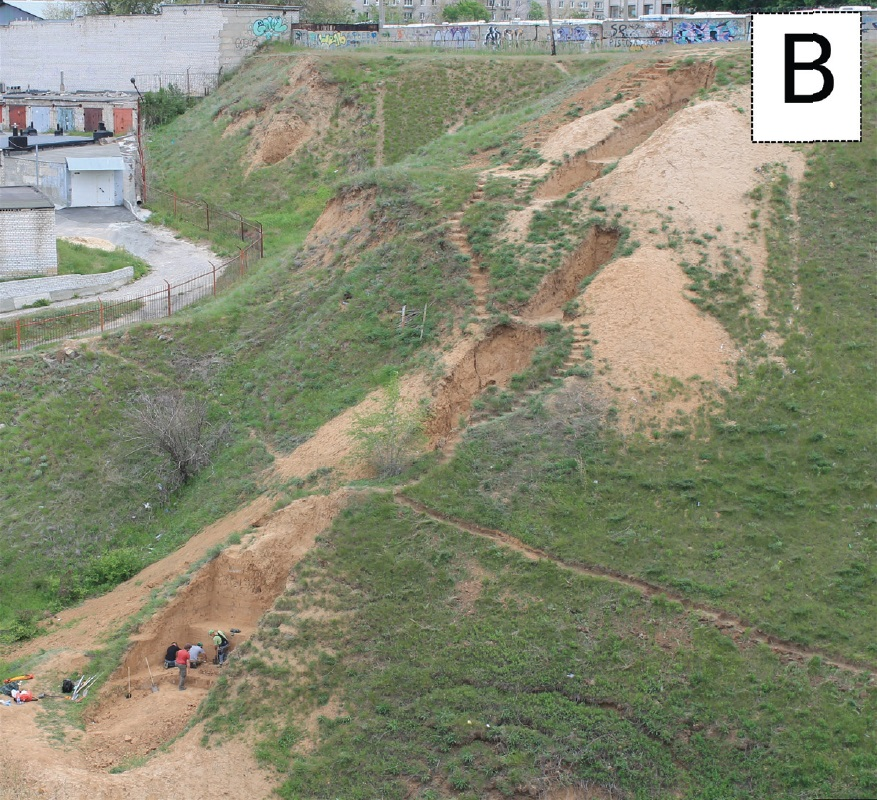
Раскопки 2014—2018 годов
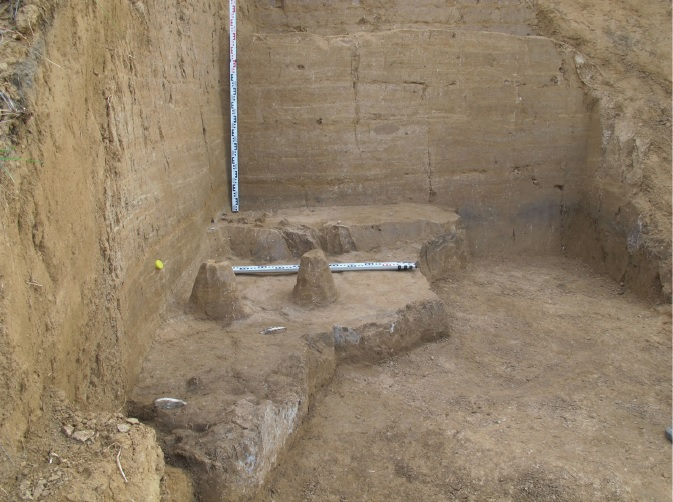
Культурный слой стоянки
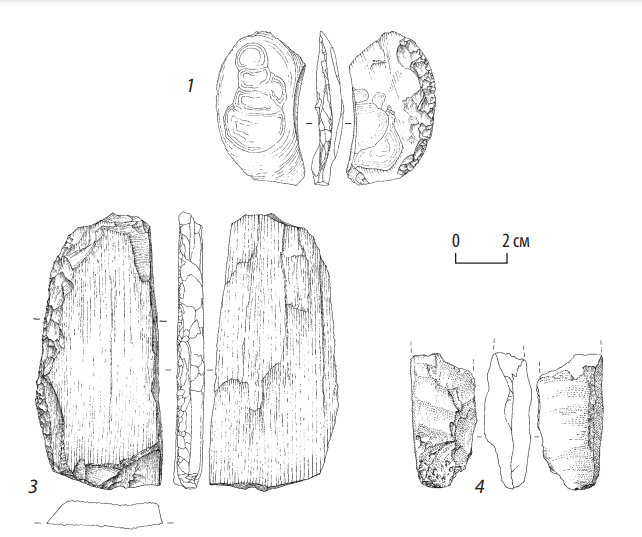
Найденные орудия труда
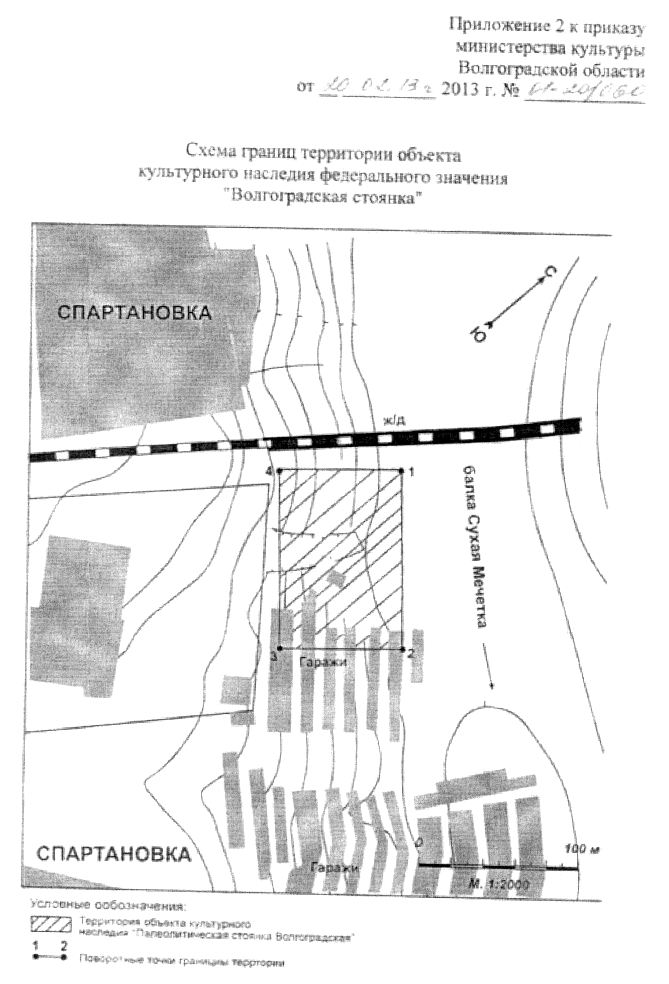
План объекта культурого наследия

## Комментарии
1. ↑  К опорным памятникам относятся поселения, которые удовлетворяют следующим четырём условиям[6]:
  - Поселение квалифицированно раскопано, находки выделены и связаны с определенными культурными слоями[6];
  - Орудия и/или культурные слои датированы методами естественных наук[6];
  - Культурная принадлежность памятника или слоя определена[6];
  - Материалы этих памятников подробно опубликованы или доступны для исследования[6].
2. ↑  Пластина в археологии — скол камня, у которого длина более чем в два раза превосходит ширину и который имеет параллельные края[14].